# Coelotes sordidus
Coelotes sordidus är en spindelart som beskrevs av S. V. Ovtchinnikov 200. Coelotes sordidus ingår i släktet Coelotes och familjen mörkerspindlar. Inga underarter finns listade i Catalogue of Life.